# Mitracarpus longicalyx
Mitracarpus longicalyx är en måreväxtart som beskrevs av E.B.Souza och M.F.Sales. Mitracarpus longicalyx ingår i släktet Mitracarpus och familjen måreväxter. Inga underarter finns listade i Catalogue of Life.